# Agnano

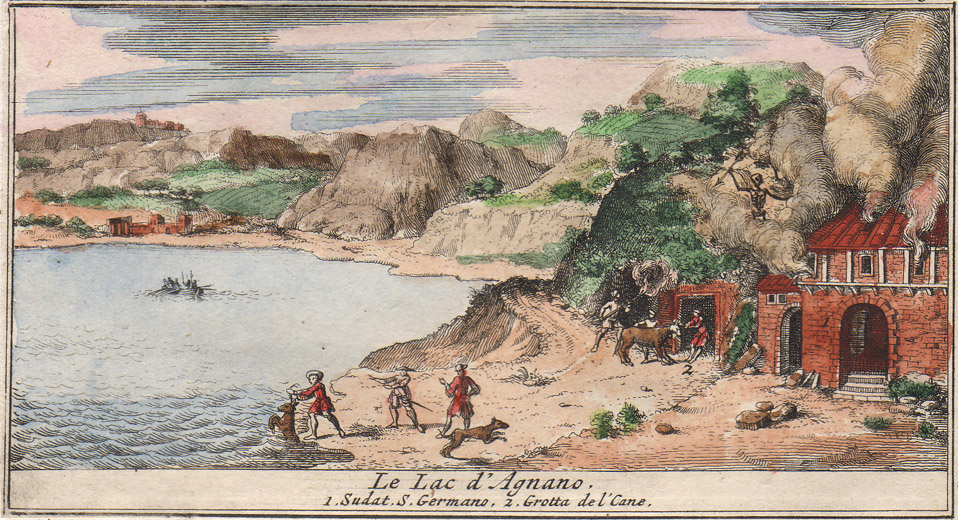
Llac d'Agnano, Sudatorio di San Germano i la Grotta del Cane – Sieur de Rogissar (1706)

Agnano era un llac d'Itàlia situat a uns 8 km a l'oest de Nàpols, que omplia la boca del cràter del volcà extingit Agnano. No existia en temps dels romans i es creu que es va formar a l'edat mitjana. Tenia uns 6 km de circumferència.
A la seva riba s'hi trobaven els banys naturals sulfurosos de Stufe di San Germano, i propera la Grotta del Cane, esmentada ja per Plini el Vell. Per la zona volcànica s'han trobat restes d'edificis i escultures romanes.
L'any 1870 el van dessecar, perquè s'estenia la plaga de mosquits que propagaven la malària. Ara és terra de conreu.